# Georg Lurich

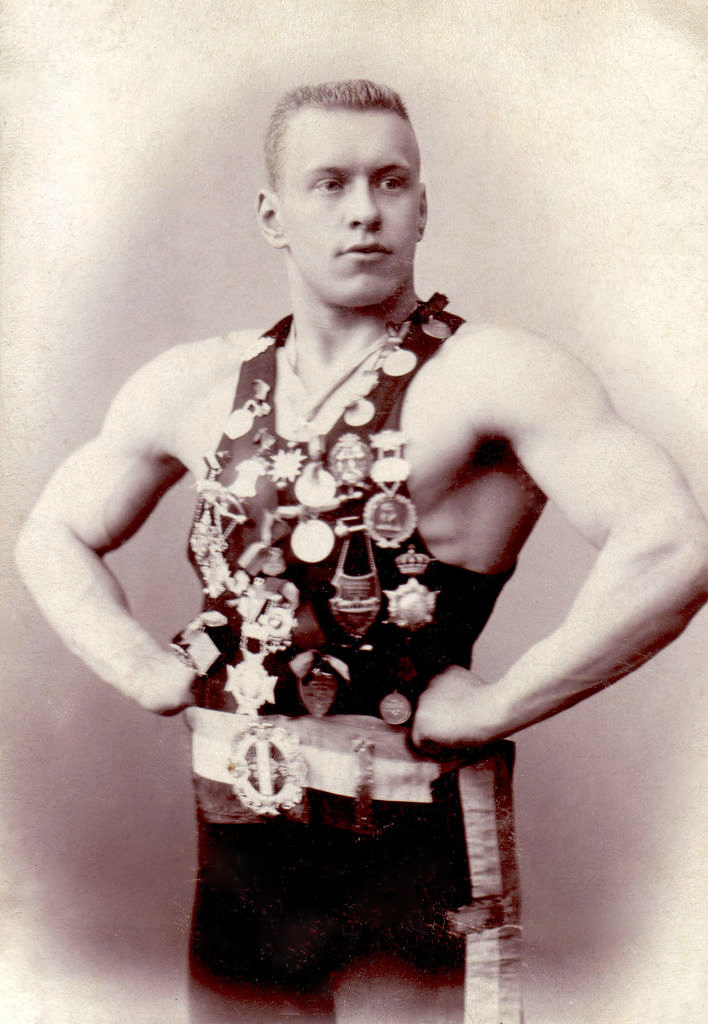
Georg Lurich, ca. 1905

Georg Lurich (* 10. Apriljul. / 22. April 1876greg. in Väike-Maarja, Gouvernement Estland, Russisches Kaiserreich; † 22. Januar 1920 in Armawir, Region Krasnodar) war ein estnischer Ringer und Gewichtheber.

## Sportliche Erfolge
Lurich wuchs als eher kränkliches Kind auf. Durch seine sportliche Begeisterungsfähigkeit und eisernes Training wurde er im Alter von 20 Jahren zu einem der besten Ringer im griechisch-römischen Stil und einem der erfolgreichsten Gewichtheber im russischen Gouvernement Estland. 1894 zog er für einige Jahre mit seinem Freund Gustav Boesberg nach Sankt Petersburg, wo er unter der Aufsicht des Sportmediziners Władysław Krajewski die Techniken des Gewichthebens und des Ringens erlernte.
1897/98 tourte Lurich vor einem enthusiastischen Publikum durch Estland und Livland und gab den Startschuss für eine bis dahin unbekannte Athletikbegeisterung im Gouvernement. Lurich war ab 1896 Trainer des Gewichthebers und Ringers Georg Hackenschmidt (1878–1968), dem er zu großen Erfolgen verhalf.
Von 1895 bis zu seinem Tod 1920 reiste er zu zahlreichen Wett- und Schaukämpfen durch Russland und Westeuropa. Von 1913 bis 1917 war er in den USA als Freistilringer tätig. 1913 besiegte Lurich in Kansas City den bisherigen Weltmeister im Ringen, Frank Gotch.
Daneben stellte Lurich zahlreiche Rekorde im einhändigen und zweihändigen Gewichtheben auf, nahm an Bodybuilding-Wettbewerben teil und engagierte sich für den Breitensport sowie eine gesunde Lebensweise. Er war für viele Jugendliche ein sportliches Idol seiner Zeit.

## Öffentlichkeitsarbeit
Der redegewandte Lurich zeigte neben seinen sportlichen Leistungen großen Sinn für Öffentlichkeitsarbeit: im Jahr 1909 ließ der Emir von Buchara zwei starke Kamele gegen Lurich antreten, die seine Arme auseinanderziehen sollten. Lurich gewann und bekam die Kamele als Geschenk. Diese verendeten allerdings kurze Zeit später auf dem Hof seines Bruders im Dorf Velliste am rauen estnischen Klima. Auch eine andere Geschichte faszinierte die Öffentlichkeit: als in Tallinn Lurichs Medaillen und Trophäen in einem Schaufenster ausgestellt wurden, stahlen Unbekannte die gesammelten Preise. Die Beute bleibt bis heute verschwunden.

## Erster Weltkrieg
Am Ende seiner Zeit in Amerika kam Lurich im November 1917 über Japan, China und Russland nach Estland zurück. Wenige Tage später nahmen deutsche Truppen in einer Offensive des Ersten Weltkriegs Tallinn ein. Lurich floh zusammen mit seinem Freund, dem estnischen Ringer Aleksander Aberg (1881–1920), über Petrograd nach Armawir im nördlichen Kaukasus. Ursprünglich wollten beide mit dem Boot über das Schwarze Meer ihre Flucht fortsetzen, wurden aber von den Wirren des russischen Bürgerkriegs festgehalten, der vor ihrer Abreise Armawir erreichte. Dort starb Lurich im Januar 1920 im Alter von 43 Jahren an Typhus, Aberg drei Wochen später an einer Lungenentzündung. Beide Ringer wurden in Armawir begraben.